# دراگون بوت
دراگون بوت (به انگلیسی: Dragon boat) (به چینی سنتی: 龍舟 یا 龍船)  یا بنا به نظر فرهنگستان  اژدهاقایق  گونه‌ای قایق پارویی درازپیکر و باریک چینی است که در مسابقات تیمی قایق‌رانی استفاده می‌شود.
در رشته دراگون بوت ، ۲۲ نفر حضور دارند ۲۰ نفر به عنوان پاروزن به همراه ۱ سکان‌دار و ۱ طبل‌زن.
رشته دراگون بوت، از۲۰ ورزشکار یک طبال و یک سکاندار به همراه ۴ ورزشکار ذخیره تشکیل شده است. (در قایق‌های استاندارد یا ۲۲ نفره) اما در قایق‌های کوچک یا ۱۲نفره از ۱۰ پاروزن و یک طبال ویک سکاندار به همراه ۲ ورزشکار ذخیره تشکیل شده است.
جنسیت ورزشکاران و به عبارت دیگر خدمه تیم می‌تواند زنان-مردان (آزاد)-و مختلط باشد.
در ترکیب مختلط برای قایق‌های ۲۲نفره حداقل باید ۸ ورزشکار زن و برای ترکیب قایق‌های ۱۲نفره باید حداقل ۴ ورزشکار زن باشد.
رده سنی این مسابقات جوانان ۱۲–۱۸ (در ۳ کلاس a-b-c)و بزرگسالان ۱۸–۴۰ و پیشکسوتان ۴۰ سال به بالا می‌باشد. محاسبه توازن طولی -توازن عرضی و چیدمانی خدمه نقش بسزایی در سرعت قایق دارد. از عوامل مؤثر در هدایت و سرعت این قایق هماهنگی و اجرای صحیح و یکنواخت بین پاروزنان می‌باشد.
در بهار سال ۱۳۹۲ مستند دراگون بوت به کارگردانی طنین احمدی نویسندگی بازیکن اسبق ملی دراگون بوت شادی احمدی با هدف معرفی تیم ملی بانوان دراگون بوت ساخته شد و در جشنواره هامبورگ آلمان موفق به دریافت عنوان دوم کارگردانی و فیلم برتر از نگاه مخاطبان شد. این فیلم (مستند قایق اژدها) قهرمانی‌های آسیایی و جهانی تیم ملی دراگون بوت ایران را در جشنواره‌های خارجی نمایش داد.